# اندیس درجک
درجک یک اندیس غیرفلزی است که در حوالی شهر جگدان استان هرمزگان قرار دارد و مادهٔ معدنی موجود در آن، مونت موریلونیت است.سنگ میزبان این اندیس توده های اولترابازیک واطراف سرپانتینیت است  